# Führer der Unterseeboote
Führer der Unterseeboote (FdU) – głównodowodzący niemieckiej floty podwodnej (U-Bootwaffe) podczas I wojny światowej oraz do 19 września 1939 roku, kiedy ranga tytułu została obniżona do regionalnego dowódcy okrętów podwodnych, zaś w randze głównodowodzącego stanowisko zostało zastąpione przez Befehlshaber der U-Boote (BdU), spersonifikowanego podczas II wojny światowej przez admirała Karla Dönitza.
W miarę zdobywania przez III Rzeszę nowych terytoriów oraz rozbudowy floty podwodnej, podział FdU wyglądał następująco:
| FdU West | FdU West                                           |
| --- | -------------------------------------------------- |
| 1. Flotylla U-Bootów | Kilonia, później Brest                             |
| 2. Flotylla U-Bootów | Wilhelmshaven, Lorient, później Norwegia           |
| 3. Flotylla U-Bootów | Kilonia, La Pallice, La Rochelle, później Norwegia |
| 6. Flotylla U-Bootów | Gdańsk, później Saint-Nazaire                      |
| 7. Flotylla U-Bootów | Kilonia, Saint-Nazaire, później Norwegia           |
| 9. Flotylla U-Bootów | Brest                                              |
| 10. Flotylla U-Bootów | Lorient                                            |
| 12. Flotylla U-Bootów | Bordeaux                                           |
| FdU Norwegen |                                                    |
| 11. Flotylla U-Bootów | Bergen                                             |
| 13. Flotylla U-Bootów | Trondheim                                          |
| FdU Centre |                                                    |
| W okresie wojny przez FdU Centre krótkookresowo przewinęło się około 45 okrętów, przydzielonych do tego dowództwa na krótki czas formowania trzonu sił anty inwazyjnych. W tym czasie, główne uderzenie alianckie spodziewane było w najwęższym miejscu Kanału La Manche w okolicy Pas-de-Calais. |                                                    |
| FdU Mittelmeer |                                                    |
| 23. Flotylla U-Bootów | Salamis                                            |
| 29. Flotylla U-Bootów | Tulon, La Spezia, Pola, Marsylia, Salamina         |
| FdU Morze Czarne |                                                    |
| 30. Flotylla U-Bootów | Konstanca, Feodosia                                |
| FdU Ost |                                                    |
| 22. Flotylla U-Bootów | Gdynia                                             |
| Strefa operacyjna Daleki Wschód |                                                    |
| Operacje na obszarze dalekowschodnim były kontrolowane bezpośrednio przez główne dowództwo w osobie Karla Dönitza |                                                    |